# آيب فيرسما
آيب فيرسما (بالهولندية: Abe Wiersma) (مواليد 11 أغسطس 1994 في أمستردام) هُو رياضي وبطل أولمبي هولندي في رياضة التجديف. حاز آيب فيرسما مع أعضاء فريقه الوطني على الميدالية الذهبية في صنف المجذاف الرباعي خلال بطولة العالم للتجديف لسنة 2019. كما حاز أيضا في ذات الصنف على الميدالية الذهبية ضمن دورة الألعاب الأولمبية الصيفية 2020.

## وصلات خارجية
- آيب فيرسما على موقع الاتحاد الدولي للتجديف (الإنجليزية)
- آيب فيرسما على موقع اللجنة الأولمبية الدولية (الإنجليزية)
- آيب فيرسما على موقع أوليمبيديا (الإنجليزية)
- آيب فيرسما على موقع تيم أن.أل (الهولندية)